# Американо-норвежские отношения
Американо-норвежские отношения — двусторонние дипломатические отношения между США и Норвегией. 

## История

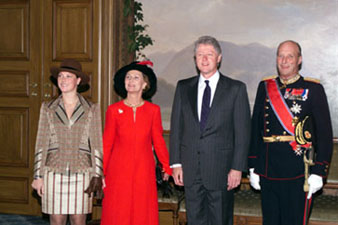
Билл Клинтон на встрече с представителями норвежской королевской семьи в 1999 году.

Соединенные Штаты установили дипломатические отношения с Норвегией в 1905 году после распада её союза со Швецией. Соединенные Штаты и Норвегия имеют длинную историю дружественных отношений, основанных на демократических принципах и взаимном уважении. Эти две страны тесно сотрудничают в рамках союзничества по блоку НАТО.

## Торговля
Соединенные Штаты являются одним из основных торговых партнеров Норвегии. Рост добычи нефти внёс значительный вклад в развитие экономики Норвегии. Многие американские компании активно участвуют в нефтяной отрасли этой страны. Американский экспорт в Норвегию это: самолеты, машины, оптические и медицинские инструменты, неорганические химические вещества. США импортирует из Норвегии: минеральное топливо и нефть, машины, никель и никелевые продукты, лосось. Прямые инвестиции из США в Норвегию в основном идут в сектор нефтедобычи. Норвежское программное обеспечение и ИТ-услуги, уголь, нефть, природный газ, металлы — тоже представляют интерес для американских компаний.